# 野甫島

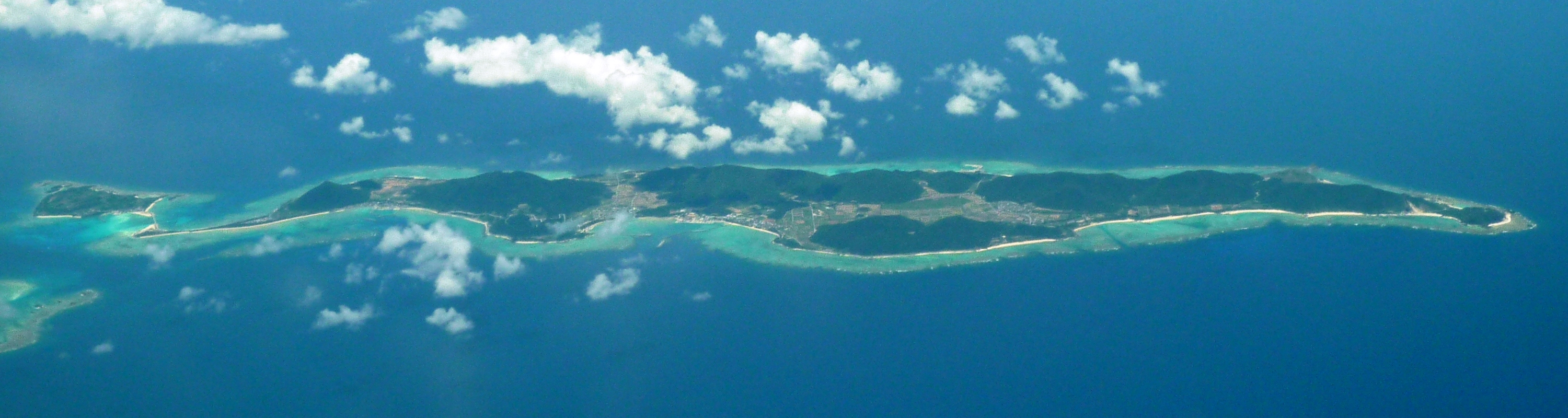
左：野甫島、右：伊平屋島

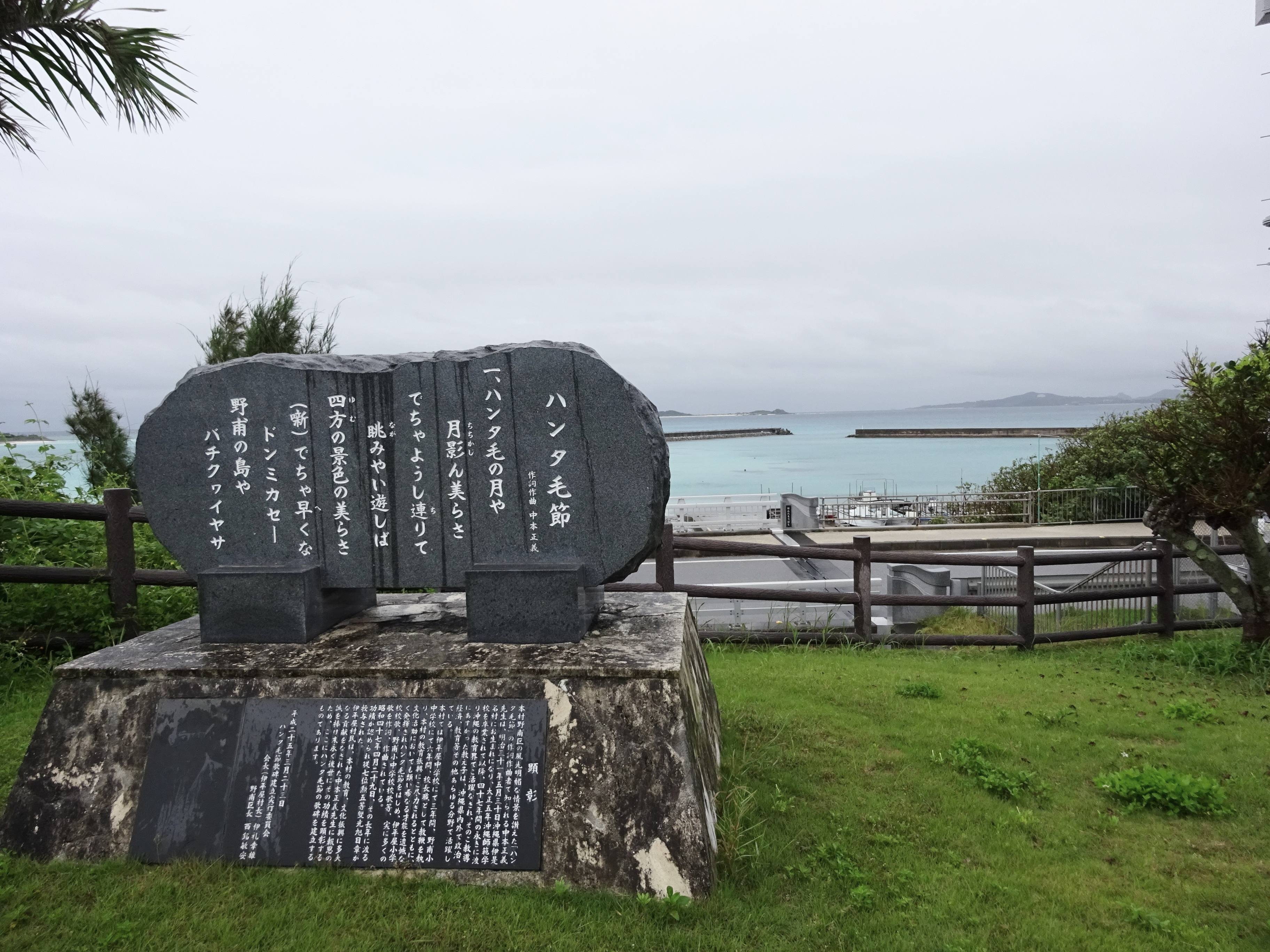
ハンタ毛節碑

野甫島（のほじま）は、沖縄県島尻郡伊平屋村に属する島で、伊平屋島南端・米崎（よねざき）の西約500mに位置する。

## 地理
面積1.08km2、周囲4.82km、標高43m の島で、2012年4月現在の人口は111人である。四角形状の平坦な丘陵の島で、琉球石灰岩で構成されている。島内で産出する石灰岩は石垣や墓石の材料として使用された。北北西 - 南南東方向に伸びる幾つか尾根が並列し、全体的に波状の地形を形成している。その尾根地形にソテツやリュウキュウマツが群生し、島周囲の海岸にはアダンが見受けられる。島の中央と東側は畑地、北東の沿岸部には集落が立地している。また島内にハブは生息していない。琉球王国時代は野甫村の全域を占め、1896年に島尻郡に属し、1908年に伊平屋村の字名となった。

## 歴史
方言で「野甫」はヌーフと呼ばれ、野原が広がっていたことから「ヌーグニ（野国）」が転訛した地名だと考えられる。伊平屋村内では2番目に集落が形成され、3つの小集落が存在していたと考えられる。『琉球国由来記』に記述されているアフリ嶽（テラチヤマ）は、古来から野甫集落を守護する御嶽で、そこに日本本土から移住した人々が暮らしていたという。また約3千年前の貝塚や遺跡も発見されている。第一尚氏の祖先・屋蔵大主（やぐらうふしゅ）の誕生の地とされ、大主を祀った墓や御拝所が存在する。17世紀中頃に編纂された『琉球国高究帳』によれば、「野保島」と記載されている。1848年に野甫島付近に外国船が訪れ、住民は牛や豚などの家畜を、船員は見返りとして望遠鏡と剃刀を贈った。
かつての島民は飲料水などの生活用水は井戸水に依存する他が無く、集落から離れた「ウフマガー」（1452年に命名） や西原（いりばる）泉井 と呼ばれる井戸で水を運んだ。『球陽』（1854年条）によれば、伊平屋島の地頭代と島民4人が金銭を出し合い、井戸を新たに増設したという。1949年に沖縄民政府による助成金で掘った井戸水は、塩分濃度が高く飲料水に適さなかった。その後雨水を貯める給水タンクが設置された。1975年に海底送水管により伊平屋島から水道が引かれ、島内の水の確保が容易になった。また1957年に沖縄初の風力発電施設が建設され稼働したが、後に運用中止となった。1995年現在は、島民の83%は第三次産業に従事している。
野甫島にかつて学校が存在したが、1881年からは伊平屋島の簡易小学校にサバニと呼ばれる小舟で通学していた。1903年に野甫島に「伊平屋村尋常高等小学校野甫分教場」が置かれ、1949年に分教場から独立し、「伊平屋村立野甫小中学校」が設立された。2016年現在の在校生は19人（小学生14人、中学生5人）、職員13人が在籍し、毎年の行事として遠泳が行われ、校歌の曲に合わせたダンスが創作されている。

## 産業
野甫島の主な産業は農業で、サトウキビやサツマイモ栽培がほとんどである。過去には、大正末期から昭和初期までカツオ漁が行われていた。また戦前は薪の産地として知られ、那覇へ出荷していた。また、野甫島は釣りの名所で、島北側に「ジューマの海」といわれる遠浅の海岸で、潮干狩りも行われている。住民の共同出資で経営されている島内唯一の共同店は、「小さな島の小さな商店」として国土交通省主催の島の宝100景に選定されている。

## 交通

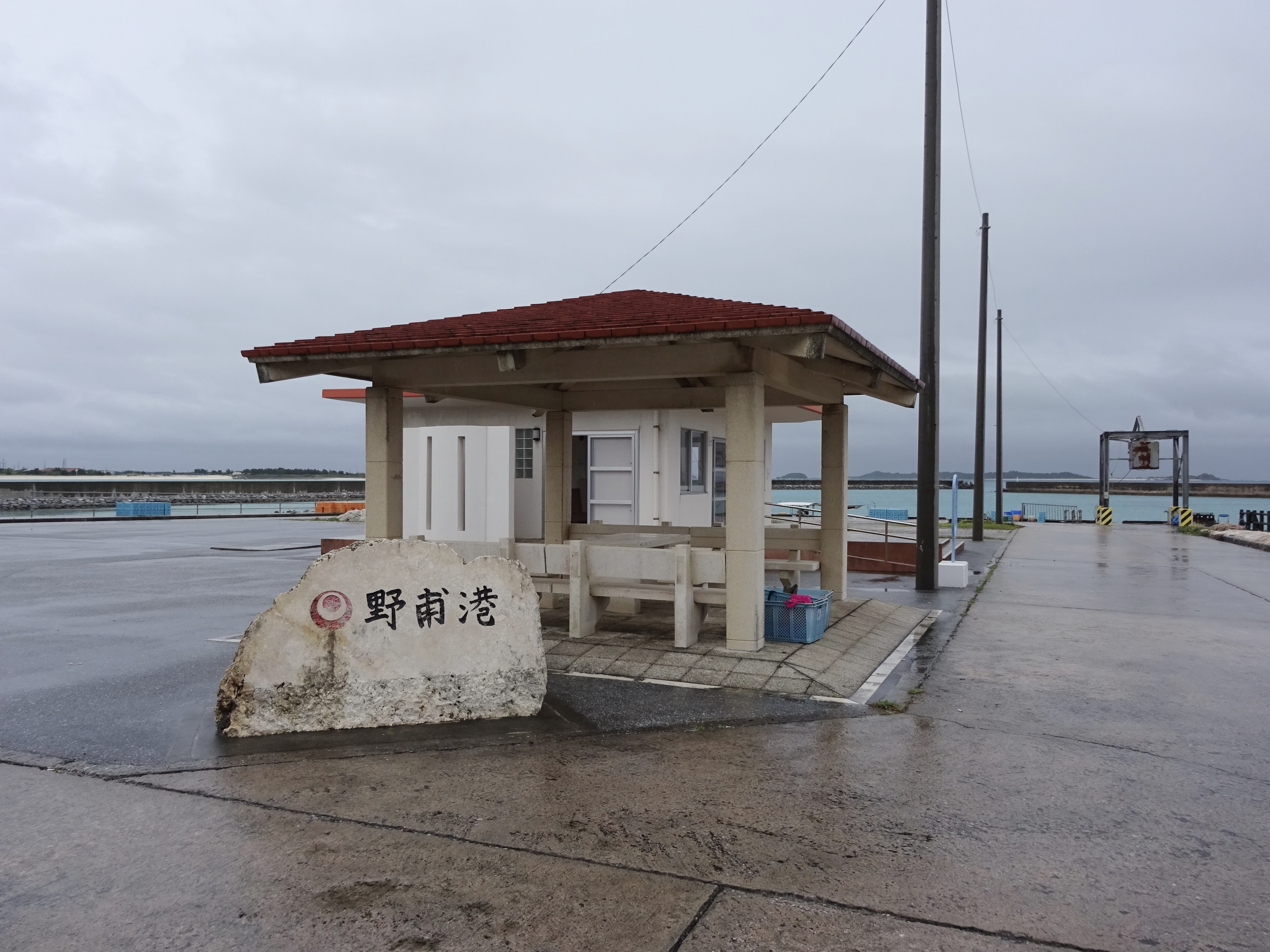
野甫港

野甫島が伊平屋島と架橋する以前は、島外に出るには船が唯一の交通手段であった。1979年（昭和54年）に初代の野甫大橋が伊平屋島との間に架設され、大幅に利便性が向上した。1980年7月に野甫大橋は沖縄県道179号田名野甫線の一部の路線として指定された。しかし、塩害による老朽化等のため、1999年に2代目の野甫大橋の建設が開始され、2004年3月25日に開通した。野甫島東部の野甫港は本土復帰同日の1972年5月15日に県管理の地方港湾に指定され、伊是名島との間に渡船が運航している。
野甫大橋を渡り野甫島と伊平屋島の各集落を結ぶコミュニティバスが運行されている。
沖縄本島から野甫島に行く場合は、今帰仁村の運天港から伊平屋島行きのフェリーで伊平屋島の前泊港に向かい、同港から車などで野甫大橋を渡ることになる。
かつて、同島において「伊平屋村」と「伊是名村」の「両村の空港」として、伊平屋空港の具体化案が作成されていた。